# Lifemapper
Lifemapper é um projeto destinado à construção de  um mapa-mundo da diversidade das espécies. É semelhante ao cliente do SETI@Home, no aspecto em que utiliza um cliente para computação distribuída a correr sobretudo em computadores domésticos, a fim de correlacionar amostras biológicas georeferenciadas com modelos ambientais da Terra. É um projecto experimental SIG, ou Sistema de Informação Geográfica, que usa um algoritmo genético especial para ver se regras previstas sobre aonde uma espécie vive coincide com a observação desta na natureza. Há a esperança de que esta técnica poderá vir a apresentar um mapa actual de todos "habitats" dos organismos, tal como predizer aonde esses organismos poderão crescer ou vir a extinguir-se devido a transformações climáticas ou outras transformações ecológicas.